# Marché de Judas
 (avril 2024).
La mise en forme du texte ne suit pas les recommandations de Wikipédia : il faut le « wikifier ».
Les points d'amélioration suivants sont les cas les plus fréquents. Le détail des points à revoir est peut-être précisé sur la page de discussion.
- Les titres sont pré-formatés par le logiciel. Ils ne sont ni en capitales, ni en gras.
- Le texte ne doit pas être écrit en capitales (les noms de famille non plus), ni en gras, ni en italique, ni en « petit »…
- Le gras n'est utilisé que pour surligner le titre de l'article dans l'introduction, une seule fois.
- L'italique est rarement utilisé : mots en langue étrangère, titres d'œuvres, noms de bateaux, etc.
- Les citations ne sont pas en italique mais en corps de texte normal. Elles sont entourées par des guillemets français : « et ».
- Les listes à puces sont à éviter, des paragraphes rédigés étant largement préférés. Les tableaux sont à réserver à la présentation de données structurées (résultats, etc.).
- Les appels de note de bas de page (petits chiffres en exposant, introduits par l'outil «  Source ») sont à placer entre la fin de phrase et le point final[comme ça].
- Les liens internes (vers d'autres articles de Wikipédia) sont à choisir avec parcimonie. Créez des liens vers des articles approfondissant le sujet. Les termes génériques sans rapport avec le sujet sont à éviter, ainsi que les répétitions de liens vers un même terme.
- Les liens externes sont à placer uniquement dans une section « Liens externes », à la fin de l'article. Ces liens sont à choisir avec parcimonie suivant les règles définies. Si un lien sert de source à l'article, son insertion dans le texte est à faire par les notes de bas de page.
- La présentation des références doit suivre les conventions bibliographiques. Il est recommandé d'utiliser les modèles {{Ouvrage}}, {{Chapitre}}, {{Article}}, {{Lien web}} et/ou {{Bibliographie}}. Le mode d'édition visuel peut mettre en forme automatiquement les références.
- Insérer une infobox (cadre d'informations à droite) n'est pas obligatoire pour parachever la mise en page.

Pour une aide détaillée, merci de consulter Aide:Wikification.
Si vous pensez que ces points ont été résolus, vous pouvez retirer ce bandeau et améliorer la mise en forme d'un autre article.

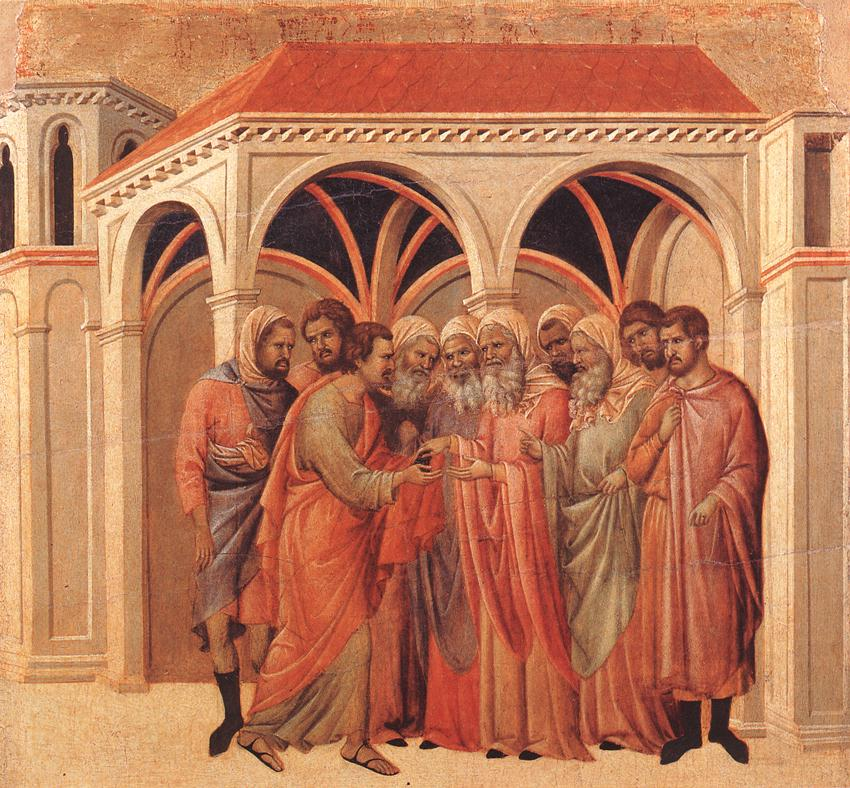
Judas faisant un marché avec les prêtres, représenté par Duccio, début du 14ème siècle

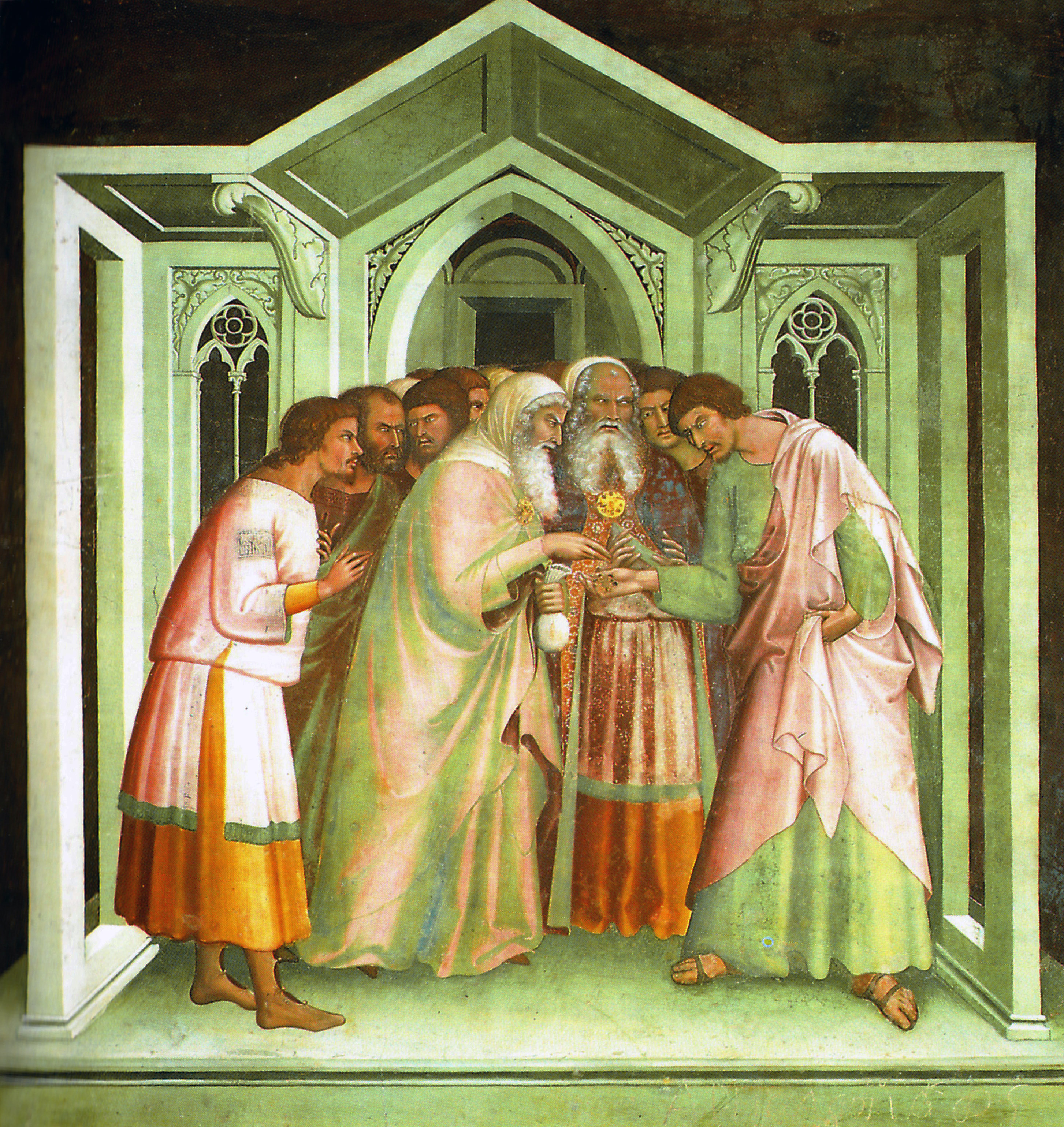
Marché de Judas, fresque de Lippo Memmi, 14ème siècle

Le Marché de Judas est un épisode biblique concernant la vie de Jésus qui est rapporté dans les trois évangiles synoptiques, Matthieu 16:14-16, Marc 14:10-11 et Luc 22:1-6. Il relate comment Judas Iscariote fit un marché avec les grands prêtres juifs afin de trahir Jésus.

## Récits bibliques
L'Évangile selon Matthieu précise que Judas reçut trente pièces d'argent : 
« Alors, l’un des Douze, nommé Judas Iscariote, se rendit chez les grands prêtres et leur dit : «Que voulez-vous me donner, si je vous le livre ? » Ils lui remirent trente pièces d’argent.
Et depuis, Judas cherchait une occasion favorable pour le livrer. »
L'Évangile selon Marc et l'Évangile selon Luc ne mentionne aucun prix. L'Évangile selon Luc déclare que Satan entra dans Judas pour l'inciter à conclure le marché :
« La Fête des Pains Sans Levain, qu’on appelle la Pâque, approchait.
Les grands prêtres et les scribes cherchaient par quel moyen supprimer Jésus, car ils avaient peur du peuple.
Satan entra en Judas, appelé Iscariote, qui était au nombre des Douze.
Judas partit s’entretenir avec les grands prêtres et les chefs des gardes, pour voir comment leur livrer Jésus.
Ils se réjouirent et ils décidèrent de lui donner de l’argent.
Judas fut d’accord, et il cherchait une occasion favorable pour le leur livrer à l’écart de la foule. »

## Analyse
Le mot qui est traduit par "remirent" (Grec : εστησαν, estēsan) dans les traductions modernes comme la Good News Bible et la New International Version apparaît comme "ils lui désignèrent" dans la Geneva Bible, "il se mirent d'accord" dans la Bible du roi Jacques, "ils pesèrent" dans la Version standard américaine et comme "ils se mirent d'accord avec lui" dans la traduction de John Bertram Phillips (1960). Le texte prophétique de Zacharie 11:12, dans la plupart des traductions Anglaises, emploie le terme "pesèrent" :
« Je leur dis alors : « Si cela vous semble bon, donnez-moi mon salaire, sinon n’en faites rien. » Ils pesèrent mon salaire : trente pièces d’argent. »
Dans le Nouveau Testament Jésus est plus tard trahi par l'incident du Baiser de Judas. Le Marché de Judas est considéré comme l'un des sept épisodes clés qui racontent les événements de la semaine de la Crucifixion de Jésus.

## Voir également
- Chronologie de Jésus
- Trente pièces d'argent
- Jésus prédit sa trahison
- Baiser de Judas
- Vie de Jésus dans le Nouveau Testament
- Évangile de Judas

## Lecture complémentaire
- Roger Baxter, Meditations For Every Day In The Year, New York, Benziger Brothers, 1823, « Christ is Sold by Judas »